# Övre Risshyttesjön
Övre Risshyttesjön är en sjö i Säters kommun i Dalarna och ingår i Dalälvens huvudavrinningsområde. Sjön har en area på 0,612 kvadratkilometer och ligger 194,2 meter över havet. Sjön avvattnas av vattendraget Ljusterån.

## Delavrinningsområde
Övre Risshyttesjön ingår i det delavrinningsområde (668976-148866) som SMHI kallar för Utloppet av Övre Risshyttesjön. Medelhöjden är 212 meter över havet och ytan är 4,46 kvadratkilometer. Räknas de 8 avrinningsområdena uppströms in blir den ackumulerade arean 31,61 kvadratkilometer. Ljusterån som avvattnar avrinningsområdet har biflödesordning 2, vilket innebär att vattnet flödar genom totalt 2 vattendrag innan det når havet efter 200 kilometer. Avrinningsområdet består mestadels av skog (80 procent). Avrinningsområdet har 0,6 kvadratkilometer vattenytor vilket ger det en sjöprocent på 13,5 procent.